# Taft (Luisiana)
Taft es un lugar designado por el censo ubicado en la parroquia de St. Charles en el estado estadounidense de Luisiana. En el Censo de 2010 tenía una población de 63 habitantes y una densidad poblacional de 4,32 personas por km².

## Geografía
Taft se encuentra ubicado en las coordenadas 29°59′7″N 90°27′9″O / 29.98528, -90.45250. Según la Oficina del Censo de los Estados Unidos, Taft tiene una superficie total de 14.6 km², de la cual 12.9 km² corresponden a tierra firme y (11.64%) 1.7 km² es agua.

## Demografía
Según el censo de 2010, había 63 personas residiendo en Taft. La densidad de población era de 4,32 hab./km². De los 63 habitantes, Taft estaba compuesto por el 100% blancos, el 0% eran afroamericanos, el 0% eran amerindios, el 0% eran asiáticos, el 0% eran isleños del Pacífico, el 0% eran de otras razas y el 0% pertenecían a dos o más razas. Del total de la población el 3.17% eran hispanos o latinos de cualquier raza.